# تعقیب اژدها
تعقیب اژدها (به انگلیسی: Chasing the Dragon) که پیش از این به عنوان پادشاه فروشندگان دارو نیز شناخته می‌شد یک فیلم جنایی و اکشن محصول سال ۲۰۱۷ به کارگردانی وانگ جینگ و جیسون کوان است. این فیلم بازسازی یک اثر سینمایی به نام شماره یک محصول سال ۱۹۹۱ است.
دنباله این فیلم با عنوان تعقیب اژدها ۲ در سال ۲۰۱۹ منتشر شد.

## خلاصه داستان فیلم
در سال ۱۹۶۳، یک مهاجر غیرقانونی به نام هو به صورت پنهانی به هنگ کنگ بریتانیا می‌آید و پس از مدتی تبدیل به فردی سرشناس و قدرتمند می‌شود. اما…